# Tomori Zsuzsanna
Tomori Zsuzsanna (Budapest, 1987. június 18. –) junior és felnőtt Európa-bajnoki bronzérmes, négyszeres Bajnokok Ligája győztes és egyszeres Európa Kupa ezüstérmes magyar válogatott kézilabdázó, jobbkezesként jobbátlövő, jelenleg a  Ferencváros játékosa.

## Pályafutása
Tomori Zsuzsanna első felnőtt egyesülete a Dunaferr NK volt. Innét került a Vasas SC-hez, majd a bajnok győri csapathoz, ahonnan 2010-ben a Ferencvároshoz igazolt. 2015-ben visszaigazolt korábbi klubjához, a Győri Audi ETO KC-hoz.
Klubcsapatban első nemzetközi mérkőzését az EHF Bajnokok Ligája címvédője, a dán Slagelse FH ellen vívta, és az ő négy góljának is köszönhetően, fölényes győzelmet arattak hazai pályán.
A válogatottban 2006. április 4-én mutatkozott be a norvég csapat ellen a norvégiai Kristiansandban. Első világversenye a 2007-es világbajnokság volt, és szerepelt a 2008-as pekingi olimpián is. Tagja volt a csapatnak a CB Mar Alicante elleni 2011-es döntő mérkőzésein Dabason és Alicantéban (utóbbin hét gólt lőtt), amikor csapata, a Ferencváros megnyerte a női kézilabda Kupagyőztesek Európa-kupáját. Egy évvel később is jelentős szerepet vállalt a címvédésben. A Viborg elleni döntő két mérkőzésén 8 gólt szerzett.
2013-ban a EHF Bajnokok Ligája gólkirálynője lett.
2015-ben újra aláírt a győri csapathoz, de csak a szezon első felében tudott játszani csapatában, mivel a 2015-ös világbajnokság nyolcaddöntőjében, a lengyel válogatott elleni mérkőzésen térdszalagszakadást szenvedett, emiatt az idény hátralévő mérkőzésein már nem léphetett pályára. A Győrrel háromszor nyert Bajnokok Ligája címet.
A 2019-2020-as szezontól a Siófok KC játékosa.
Tagja volt a 2021 nyarán megrendezett tokiói olimpián szereplő válogatottnak.
2021 nyarán eldőlt, hogy Tomori a lejáró szerződését a siófoki csapattal nem hosszabbítja meg, és a friss Bajnokok Ligája győztes norvég Vipers Kristiansand csapatához igazolt. A szezon végén norvég bajnok lett, valamint a BL-ben is hozzásegítette csapatát a címvédéshez. Az idény végén bejelentették, hogy visszatér korábbi csapatához, az FTC-hez.

## Sikerei, díjai

### Klubcsapatban
- Magyar bajnokság: 9-szeres győztes: 2008, 2009, 2010 , 2015, 2016, 2017, 2018, 2019, 2024
- Magyar kupa: 9-szeres győztes: 2008, 2009, 2010  2016, 2018, 2019, 2023,[8] 2024, 2025
- Norvég bajnokság: 1-szeres győztes: 2022
- Bajnokok Ligája: 4-szeres győztes: 2017,2018, 2019, 2022
  - 2. helyezett: 2009, 2016, 2023
- Kupagyőztesek Európa-kupája: 2011, 2012
- EHF kupa: 2019

### Válogatottban
- Kézilabda-világbajnokság: 8. helyezett: 2007
- Olimpia: 4. helyezett: 2008
- Európa-bajnokság: 3. helyezett: 2012

## Díjai, elismerései
- Magyar Köztársasági Ezüst Érdemkereszt (2008)
- Az év magyar kézilabdázója (2012)